# Admiralarzt (Bundeswehr)
Admiralarzt (dobesedno nemško Admiralzdravnik; okrajšava: AdmArzt; kratica: ADMA) je specialistični admiralski čin za sanitetne častnike zdravniške oz. zobozdravstene izobrazbe v Bundesmarine (v sklopu Bundeswehra). Sanitetni častniki farmacije nosijo čin Generalapothekerja (Heer/Luftwaffe) oz. Admiralapothekerja (Bundesmarine); čin je enakovreden činu brigadnega generala in Generalartza (Heer in Luftwaffe) in činu kapitana flotilje (Marine).
Nadrejen je činu Flottillenarzta in podrejen činu Admiralstabsarzta. V sklopu Natovega STANAG 2116 spada v razred OF-6, medtem ko v zveznem plačilnem sistemu sodi v razred B6.
To je tudi najvišji čin, ki ga lahko doseže sanitetni častni zobozdravstvene specializacije.

## Oznaka čina
Oznaka čina je enaka oznaki čina admirala flotilje, pri čemer imajo na vrh oznake dodane še oznake specializacije:
- zdravniki: Eskulapova palica (dvakrat ovita kača okoli palice);
- zobozdravnik: Eskulapova palica (enkrat ovita časa okoli palice).

Galerija
- Narokavna oznaka - zdravnik
- Narokavna oznaka - zobozdravnik